# Drosera stenopetala
Drosera stenopetala este o specie de plante carnivore din genul Drosera, familia Droseraceae, ordinul Caryophyllales, descrisă de Joseph Dalton Hooker.
Este endemică în:
- New Zealand North.
- New Zealand South.

Conform Catalogue of Life specia Drosera stenopetala nu are subspecii cunoscute.

## Galerie de imagini

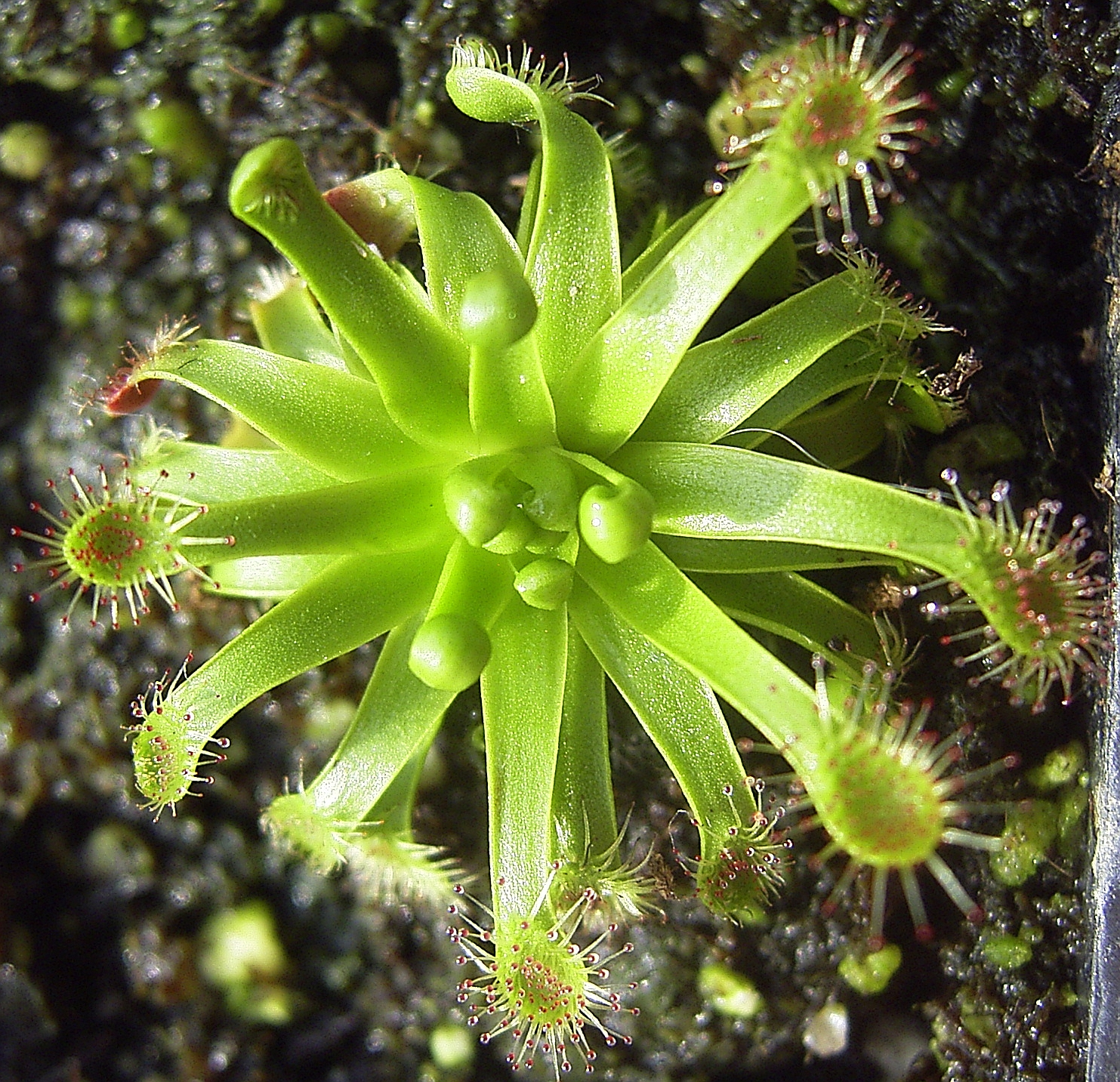